# Hasslerörs landsfiskalsdistrikt
Hasslerörs landsfiskalsdistrikt var 1918–1964 ett landsfiskalsdistrikt i Skaraborgs län, bildat när Sveriges indelning i landsfiskalsdistrikt trädde i kraft den 1 januari 1918, enligt beslut den 7 september 1917. Den 1 januari 1965 avskaffades i Sverige samtliga landsfiskaler och landsfiskalsdistrikt, och deras arbetsuppgifter delades upp på de nyskapade indelningarna polisdistrikt, åklagardistrikt och kronofogdedistrikt.
Landsfiskalsdistriktet låg under länsstyrelsen i Skaraborgs län.

## Ingående områden
Den 1 januari 1939 inkorporerades Björkängs landskommun i Töreboda köping. När Sveriges nya indelning i landsfiskalsdistrikt trädde i kraft den 1 januari 1952 (enligt kungörelsen 1 juni 1951) ändrades distriktets indelning genom kommunreformen 1952 samt att kommunerna Bredsäter och Lugnås tillfördes från Kinne landsfiskalsdistrikt (som samtidigt fick namnet Götene landsfiskalsdistrikt), kommunerna Låstad, Odensåker och Tidavad tillfördes från Tidans landsfiskalsdistrikt och att Leksbergs landskommun införlivades i Mariestads stad och uteslöts ur landsfiskalsdistriktets område.

### Från 1918
Vadsbo härad:
- Björsäters landskommun
- Björkängs landskommun
- Bäcks landskommun
- Eks landskommun
- Ekby landskommun
- Fredsbergs landskommun
- Färeds landskommun
- Hassle, Enåsa och Berga landskommun (namnet ändrat till Hassle-Berga-Enåsa landskommun 1 januari 1932)
- Leksbergs landskommun
- Torsö landskommun
- Töreboda köping
- Ullervads landskommun
- Utby landskommun

### Från 1939
Vadsbo härad:
- Björsäters landskommun
- Bäcks landskommun
- Eks landskommun
- Ekby landskommun
- Fredsbergs landskommun
- Färeds landskommun
- Hassle-Berga-Enåsa landskommun
- Leksbergs landskommun
- Torsö landskommun
- Töreboda köping
- Ullervads landskommun
- Utby landskommun

### Från 1 januari 1952
- Hasslerörs landskommun
- Lugnås landskommun
- Töreboda köping
- Ullervads landskommun